# Sprötau
Sprötau ist eine Gemeinde im Landkreis Sömmerda in Thüringen. Sie gehört der Verwaltungsgemeinschaft Gramme-Vippach an, die ihren Verwaltungssitz in der Gemeinde Schloßvippach hat.

## Geografie
Die Gemarkung Sprötau liegt an einem Bach namens Klinge in einem Taleinschnitt einer Hochebene, welche sich ca. 200 bis 245 m über NN befindet. Die Klinge entspringt im Sprötauer Wald, verläuft dann durch das Sprötauer Tal ostwärts und mündet in Vogelsberg in die Scherkonde.

### Geologie
Die Bodenwertzahlen von Sprötau liegen im Bereich von 58 bis 86 (Lehm- und Schwarzerdeböden).

### Klima
Den äußersten westlichen Abhang des Dorfes nimmt ein 42 ha großer Wald ein, welcher mit vorwiegender Traubeneichen- und Hainbuchenvegetation einen hohen klimatischen Einfluss auf das lokale Klima des Ortes hat. Die Jahresmitteltemperatur liegt bei etwa 8,5 °C, und der durchschnittliche Niederschlag pro Jahr liegt um 500 mm. Seit 2002 werden im Bereich der ehemaligen militärischen Liegenschaft durch Aufforstung 8,2 ha Laubmischwald mit „Edellaubholz“-Arten bepflanzt.

## Geschichte

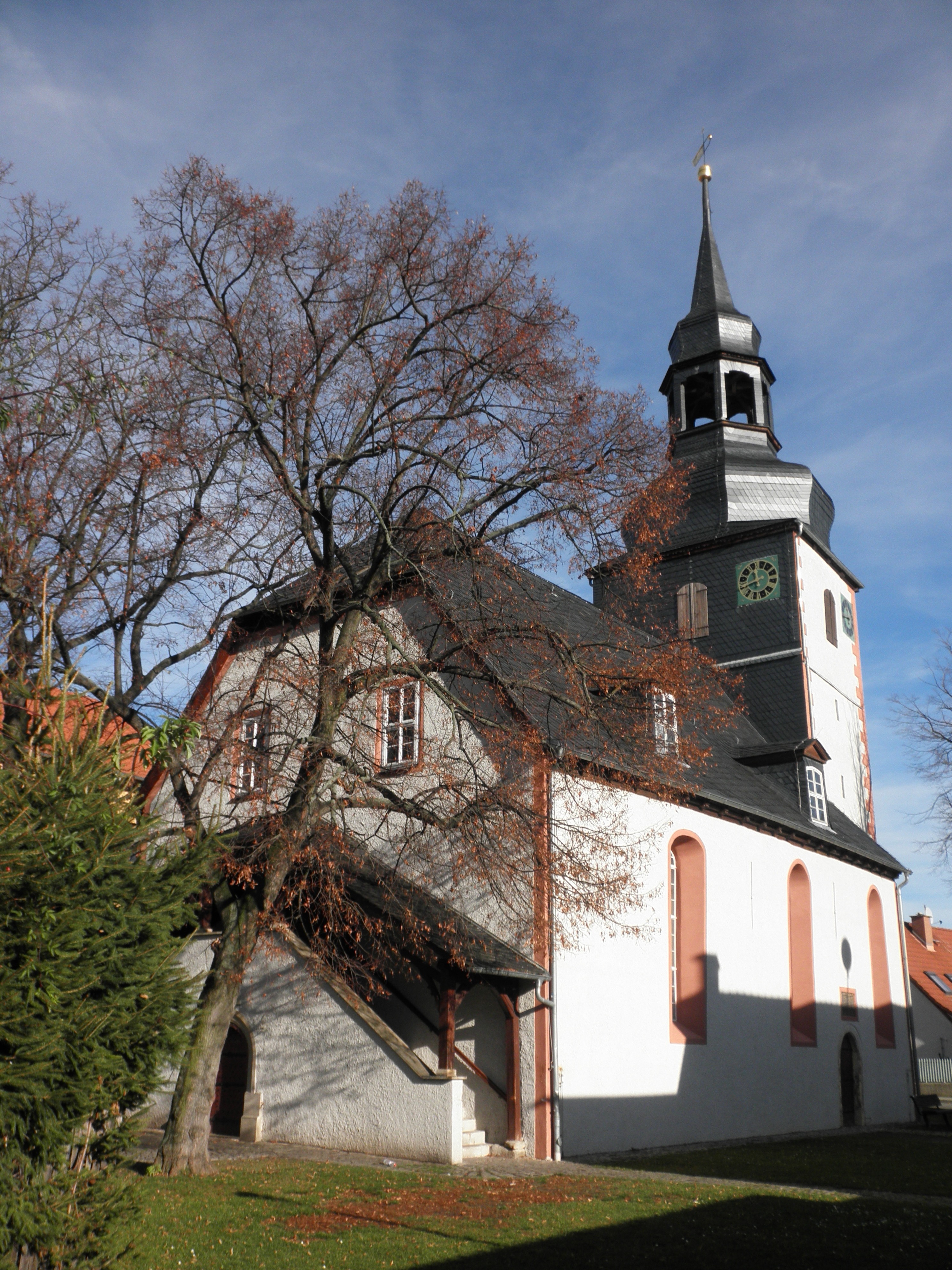
Evangelische Kirche „Zum Heiligen Kreuz“

Erstmals wurde der Ort 1255 urkundlich erwähnt. Westlich des Ortes befand sich von 1542 (Urkunde) bis in die 1840er Jahre das Langensteinsche Gericht, ein Feld- und Rügegericht für die umliegenden Ortschaften. Sprötau gehörte zu dem Teil der „Vogtei Brembach“, welcher 1664 zum Amt Großrudestedt kam. Dieses gehörte ab 1672 zum Herzogtum Sachsen-Eisenach und ab 1741 zum Herzogtum Sachsen-Weimar-Eisenach. 1701 wurde die heutige evangelische Kirche „Zum Heiligen Kreuz“ errichtet.
Während des Zweiten Weltkrieges mussten 22 Frauen und Männer aus Polen und Russland in der Landwirtschaft Zwangsarbeit verrichten.
In Folge der Aktion Gitter wurde der Kernmacher Bruno Lehmgrübler (Jg. 1897) am 22. August verhaftet und von der GeStaPo Weimar für kurze Zeit in das KZ Buchenwald eingeliefert
Von 1970/1974 bis 1990 war Sprötau ein Militärstandort der Nationalen Volksarmee. Die 51. Flugabwehrraketen-Brigade und das Funktechnische Bataillon 51 mit der Standorteinheit 511 waren westlich des Ortes stationiert. Das Kasernengelände und das Gelände der Technischen Abteilung nahmen zusammen 100 ha ein. Benachbart lagen die Wohnblöcke der Berufssoldaten und des Zivilpersonals. Die „Technische Zone“ der Einheit lag 3 km südlich von Sprötau auf dem Großen Warthügel. Nach der Deutschen Wiedervereinigung bis 31. Dezember 1994 übernahm die Bundeswehr Teile der Anlage als Radar-Führungsabteilung. Dann wurde der Standort geschlossen.
Nach der „Wende“ wurde die Dorfkirche, deren Turm schon baupolizeilich gesperrt war, aufwendig saniert. Zwischen dem Ortskern und den früheren Wohnbauten des Militärobjekts entstanden ansehnliche neue Wohnhäuser.

### Einwohnerentwicklung
| - 1994: 910 - 1995: 928 - 1996: 943 - 1997: 1.001 - 1998: 948 - 1999: 866 | - 2000: 848 - 2001: 805 - 2002: 830 - 2003: 845 - 2004: 852 - 2005: 835 | - 2006: 763 - 2007: 766 - 2008: 774 - 2009: 794 - 2010: 820 - 2011: 788 | - 2012: 794 - 2013: 812 - 2014: 816 - 2015: 806 - 2016: 790 - 2017: 828 | - 2018: 778 - 2019: 801 - 2020: 789 - 2021: 786 |

 Datenquelle: Thüringer Landesamt für Statistik

## Politik

### Gemeinderat
Der Gemeinderat aus Sprötau setzt sich aus acht Mitgliedern einer Wählergruppe zusammen (Stand: Kommunalwahl am 27. Juni 2004).

### Bürgermeister
Der ehrenamtliche Bürgermeister Joachim Schmidt wurde am 6. Juni 2010 wiedergewählt. Er war seit dem 26. Juni 2004 im Amt. Seit Juli 2016 ist Sabine Redam die ehrenamtliche Bürgermeisterin.

### Wappen
Blasonierung: „In Silber eine grüne Eiche, begleitet im rechten Obereck von einem roten Kreuz, im linken Obereck von einem roten Eicheldreipass.“

### Flagge
Die Gemeindeflagge ist rot mit silbernen (weißen) Flanken (1:2:1) und trägt das Gemeindewappen.

## Wirtschaft und Infrastruktur

### Wasserver- und Abwasserentsorgung
Die Aufgabe der Wasserversorgung hat die Gemeinde Sprötau an den Trinkwasserzweckverband „Thüringer Becken“ übertragen. Für die Abwasserentsorgung ist die Gemeinde dem Abwasserzweckverband „Scherkondetal“ beigetreten.

## Kultur und Sehenswürdigkeiten

### Musik
In Sprötau gibt es einen Kirchenchor.

### Bauwerke
- Evangelische Kirche Zum Heiligen Kreuz, erbaut 1701, restauriert 1998 bis 2004
- Dorfgemeinschaftshaus in früherer Schule
- Windmühle (Holländermühle aus Stein) am nördlichen Ortsrand, baufällig

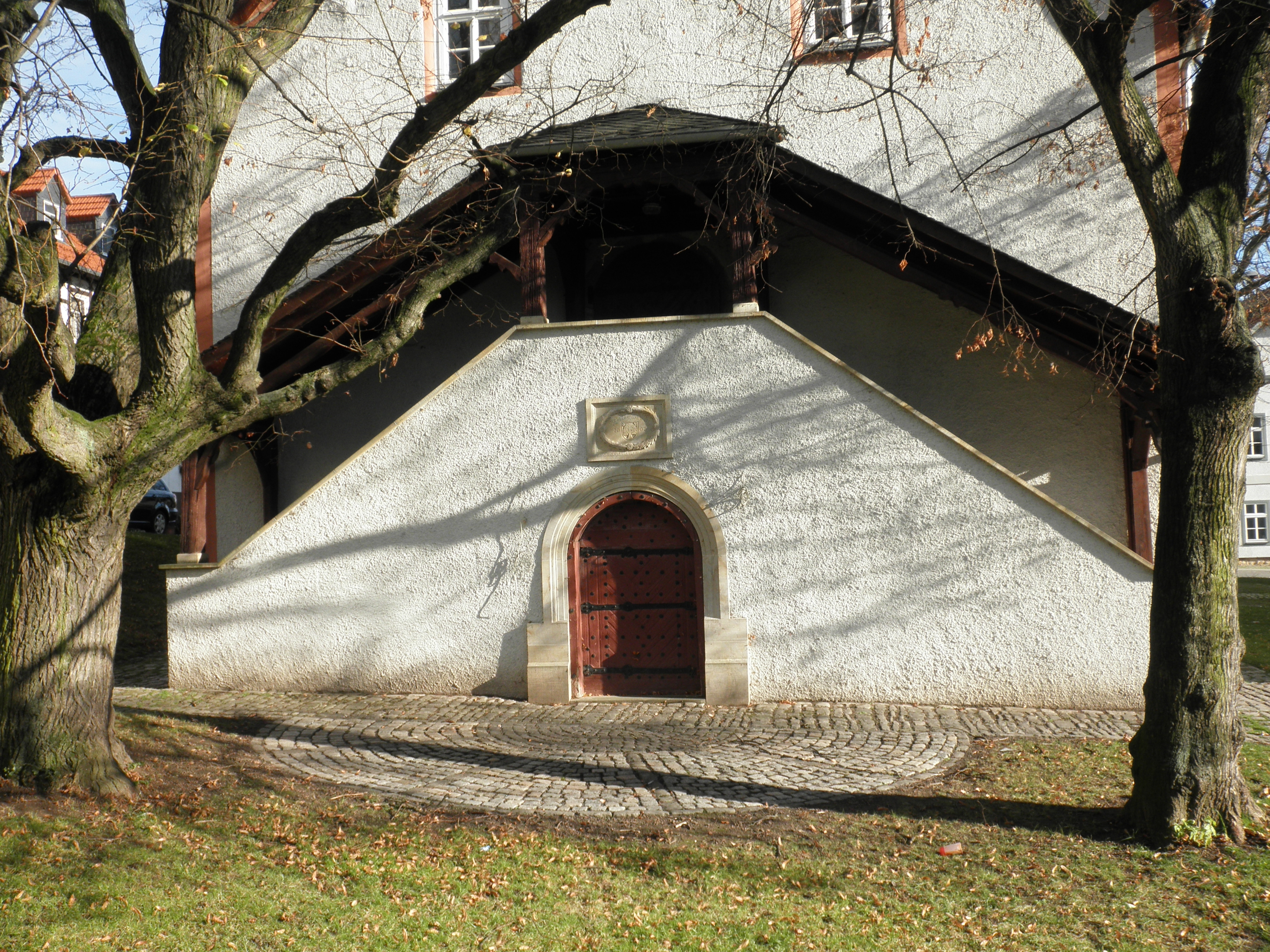
Kircheingang an der Westseite
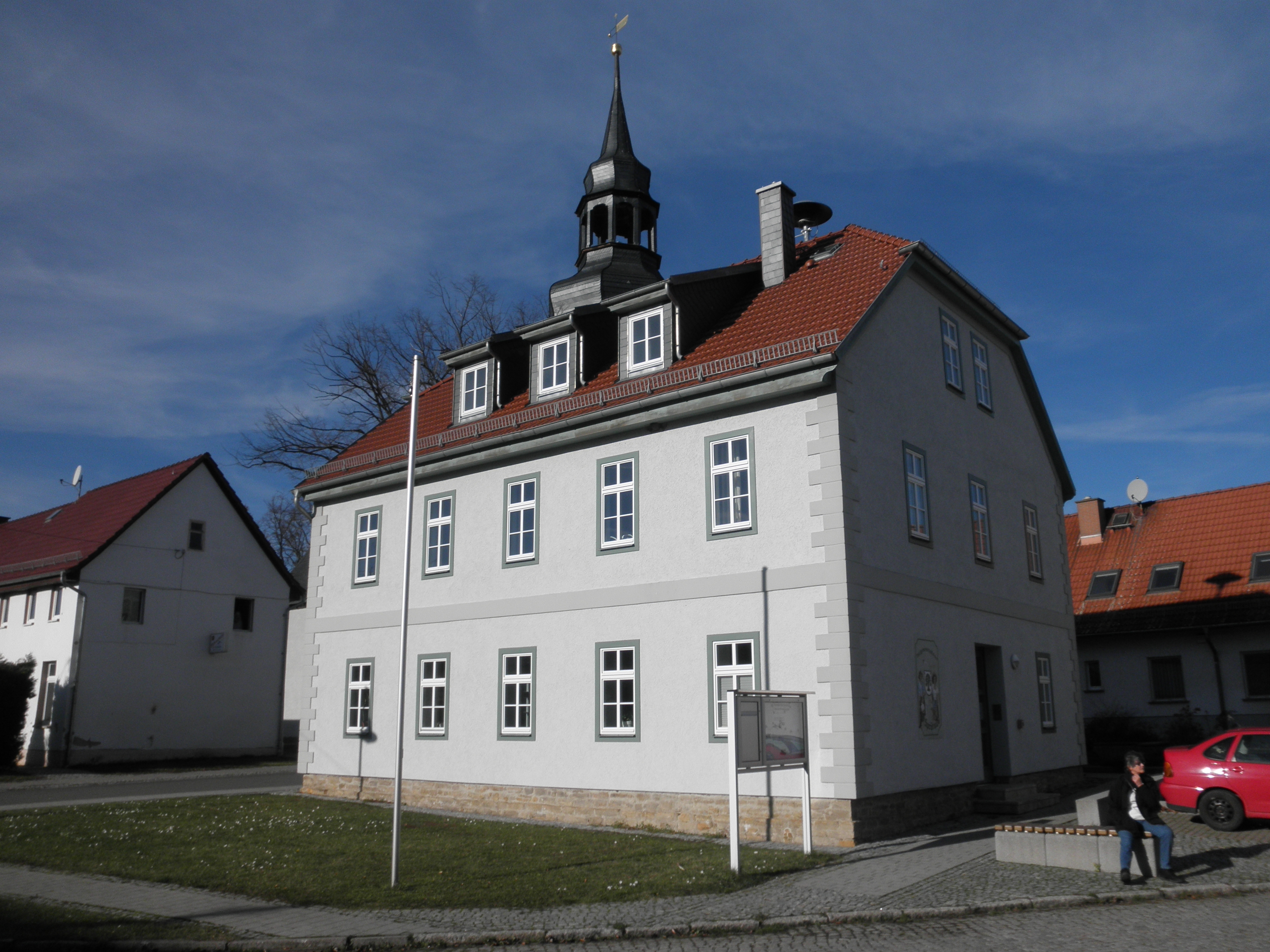
Dorfgemeinschaftshaus
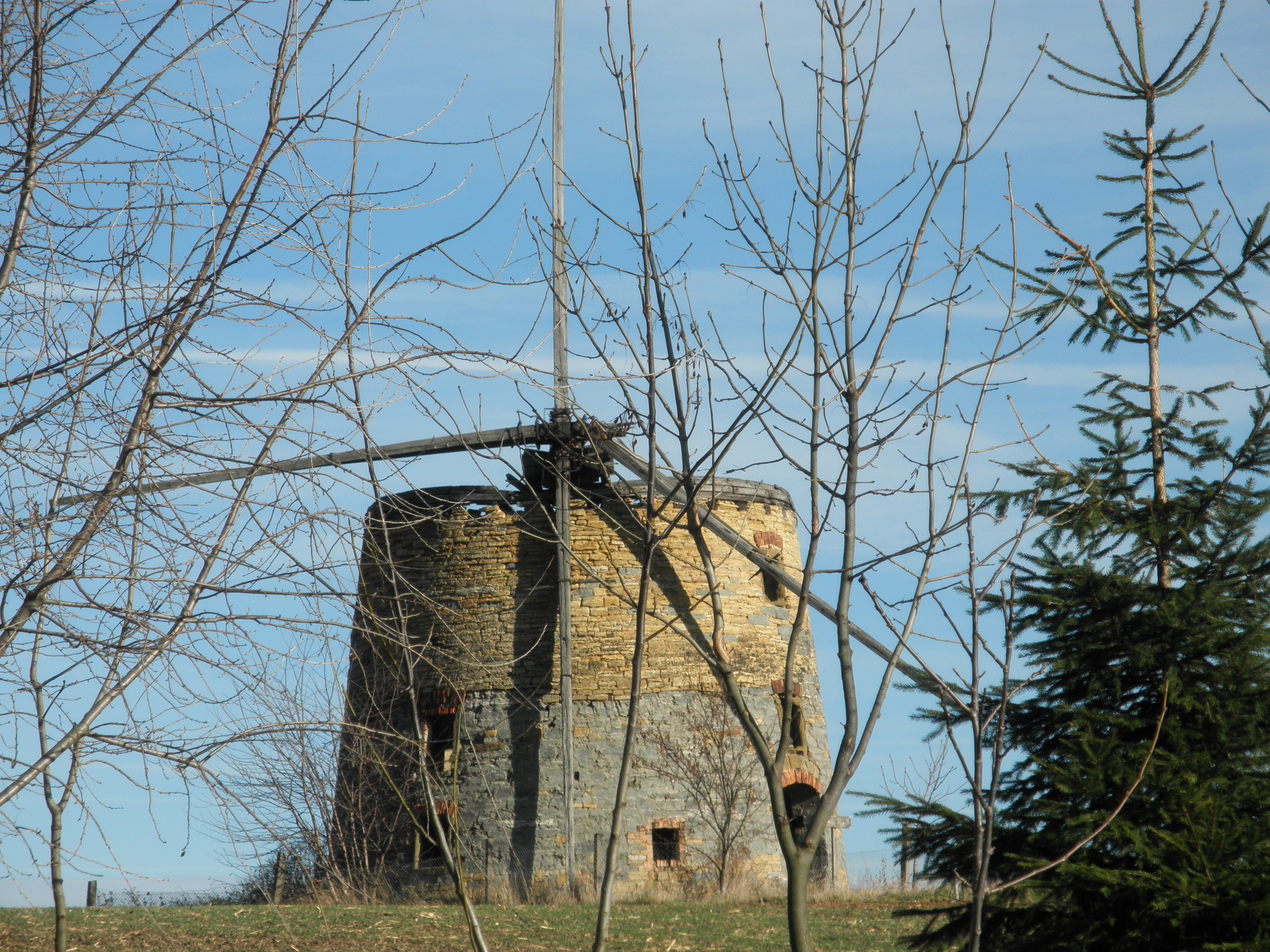
Holländer-Windmühle
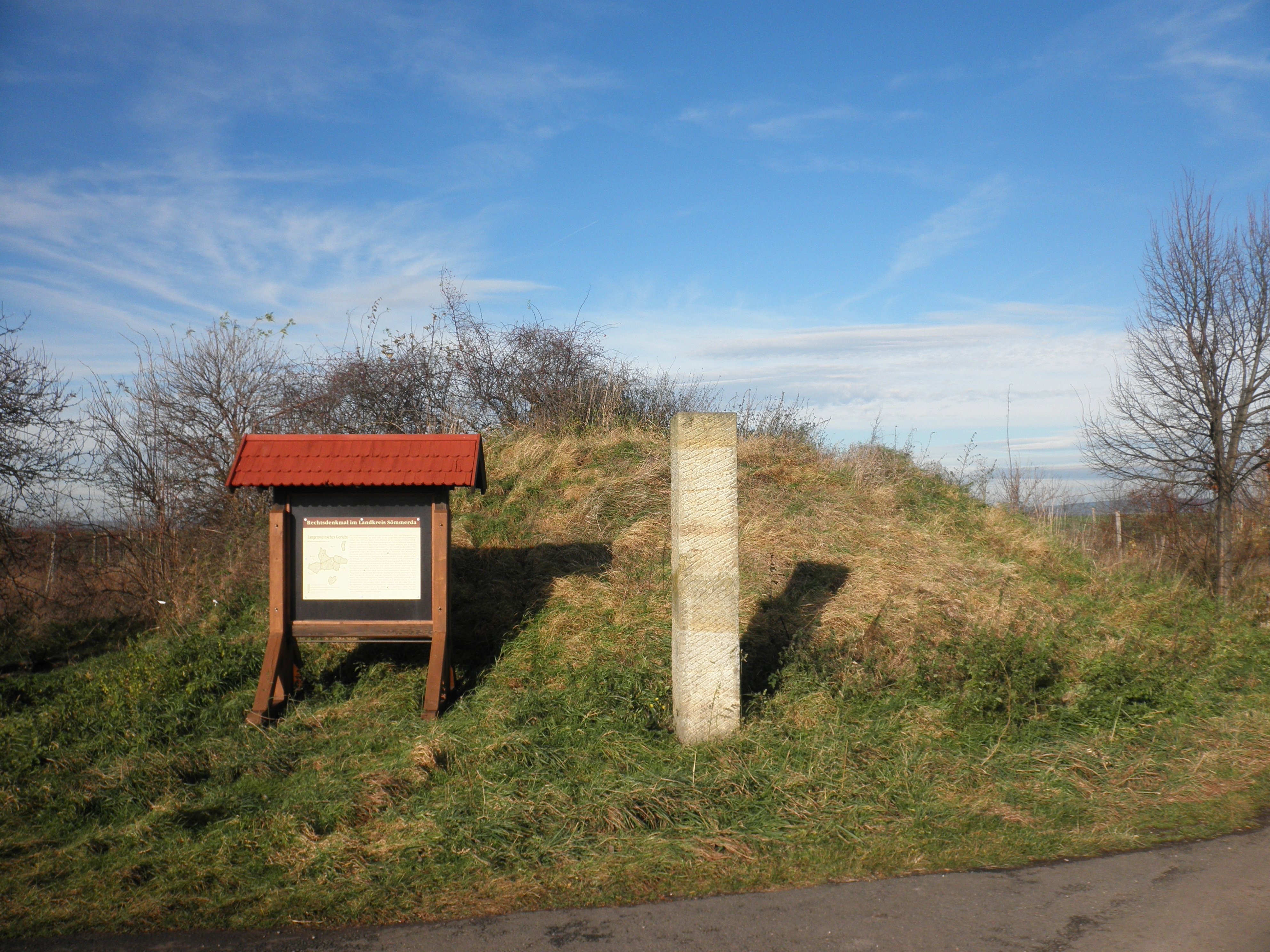
Langensteinsches Gericht westlich des Ortes

### Vereine
- Heimat- und Geschichtsverein „An der Marke“ e. V.
- Freiwillige Feuerwehr Sprötau
- Kleingartenverein „Am Wäldchen“ e. V.
- Kleintierzuchtverein T180 Sprötau e. V.
- Lanzfreunde Sprötau
- Sprötauer Carneval Verein

#### Sportvereine
- Sprötauer Sportverein e. V.
- Schützenverein „Zur Linde“ e. V. Sprötau